# 三好市立井内小学校
三好市立井内小学校（みよししりつ いうちしょうがっこう）は、徳島県三好市井川町井内西にある公立小学校。2018年より休校である。

## 基礎データ
全校生徒数
- 10人（平成29年度）[1]
- 1４人（平成２８年度）[1]

## 概要
旧・井川町には他にも三好市立辻小学校・三好市立西井川小学校がある。
いずれの小学校も、卒業後は三好市立井川中学校へ進学する。
本校の休校により、通学区域は辻小学校に編入された。

## 沿革
- 2005年 - 野住分校が廃校となる。
- 2006年 - 町村合併のため三好市立井内小学校となる。

## 関連学校
- 三好市立井川中学校